# Les Braz
 (mars 2020).
Pour les articles homonymes, voir Braz.
Les Braz étaient une confédération de tribus arabes du moyen Chelif , dans le nord ouest de l'Algérie. En 1842, ils prennent le parti des Français. La superficie du territoire de cette confédération était en 1860 de 29 000 hectares et sa population de 5 076 habitants.

## Territoire
Ils étaient dissémines entre les montagnes du Dahra, la plaine du Cheliff et l'Ouarsenis. Leur territoire se situait entre le territoire des Aribs, des sbahia, des djendel à l’est et celle des sinfita, des beni derdjin, des beni Rached à l’ouest et entre les Beni Haoua, les beni ziouis, les zatima, les beni menasser etc. au nord et la tribu des Attafs, les Beni Zougzoug etc. au sud.

## Histoire
En 1842, le général Nicolas Changarnier est chargé de faire la jonction entre Alger et d'Oran par la valée du Chelif. Il obtient le ralliement des Braz et reconnaît en échange l'autorité de Ali Ben Bazry El Kalay comme agha des Braz.
Le territoire des Braz sont envahis par l’émir Abd el-Kader en 1843 à la tête de 2000 cavaliers et 500 fantassins, les partisans des Français sont châtiés. L'histoire se répète avec Bu Ma’za en 1845.
De 1842 à 1863, les Braz restèrent sous la direction de trois familles nobles, les Ouled-Abdesselem, de la plaine; les Ouled-Toumi, représentés en 1830 par Si Ben Aïssa ben Toumi, futur khâlifat de l'Émir, dans la montagne; et enfin les Ouled-el-Hadj-Rabah.
En 1866, la plupart des tribus de la confédération et après l'application du sénatus-consulte de 1863 furent délimitées et érigées en douars-communes.